# Finis Gloriae Mundi
Finis Gloriae Mundi es una pintura acompañante de otra obra realizada por Juan de Valdés Leal, In Ictu Oculi, ambas fueron pedidas por Miguel Mañara para colocarse debajo del coro de la iglesia del Hospital de la Caridad en Sevilla, sus dimensiones son 220 x 216 cm terminando en arco de medio punto en la parte superior, en conjunto toman el nombre de Los Jeroglíficos de las postrimerías o Las Postrimerías de la Vida. La obra está hecha en óleo sobre tela y su realización data de entre 1670 y 1672.

## El autor en torno a la obra
Juan de Valdés Leal nace en Sevilla (1622-1690) Es en 1667 cuando ingresa en la Hermandad de la Caridad de Sevilla, cuyo fundador había sido Miguel de Mañara, este personaje permanecería en contacto con nuestro artista en un futuro.
Valdés Leal trabajó en Sevilla a pesar de las constantes crisis que se enfrentaron en dicha ciudad los años que vivió, su trabajo principalmente provenía de iglesias y órdenes monásticas que hacían encargos de cuadros religiosos para sus espacios. De aquí y de su trato con Miguel de Mañara provendrían sus obras más conocidas que fueron realizadas para la iglesia de la Santa Caridad de Sevilla.
Las obras en la iglesia de la Caridad son tres, la primera es el lienzo que se encuentra en la parte alta del templo, en el coro La exaltación de la cruz, esta obra se enfrenta al retablo de la iglesia manteniendo un mismo discurso iconográfico, luego le siguen las dos Postrimerías encargadas por Mañara para poner en claro la fugacidad de los bienes materiales retomando las vanitas populares en este periodo.
Juan de Valdés con su estilo de claroscuros y fuerza en el estilo tenebrista mantiene la fuerza del mensaje que Mañara quería  transmitir.

## Contexto histórico
El tiempo en el que se desarrolla es en la contrarreforma, donde los católicos defienden la salvación de los hombres por sus propios medios y buscan endulzar los sentidos de su público para fortalecer el cada vez más golpeado catolicismo debido a la reforma protestante, las iglesias se empiezan a cubrir de complicadas y bellas figuras, de dorados retablos y de pinturas que expresen el mensaje de su fe.
También el autor se desenvuelve en este momento en Sevilla, la gran metrópolis de España donde la población pasó de 150.000 habitantes en 1588 a 85.000 un siglo más tarde, esto debido a la epidemia de peste que afecto fuertemente a esta ciudad.
La Gran Peste duró de 1647 a 1652, y afectó sobre todo a Andalucía y a la zona oriental de España. A pesar de observar a sus vecinos y las fatales consecuencias que la epidemia estaba teniendo, Sevilla no tomó medidas de cuarentena. Un error garrafal, pues experimentó un cúmulo de adversidades que debilitaron su economía en el peor momento.
El crecimiento de la ciudad se había dado de formas inmensurables, la higiene dentro de la mancha urbana era muy mala, el intercambio comercial que también llevaba consigo enfermedades procedentes del extranjero, hacían de Sevilla una parada muy atractiva para la peste, agreguemos además las fuertes lluvias que acompañaron al año de 1649 o la inundación de 1683, las crecidas de los ríos y el arrastre de cadáveres por los mismos, aquí es donde entra la Hermandad de la Santa Caridad, esta institución nace para enterrar a los muertos ahogados, suicidados o aquellos que no tenían a nadie que les diera cristiana sepultura, esta institución se sumó a muchas otras que nacieron en Sevilla gracias a la contrarreforma, Sevilla se transformó en una ciudad-convento pues para 1671 existían 45 monasterios de frailes y 28 conventos femeninos, incluidas todas las órdenes importantes, franciscanos, dominicos, agustinos y jesuitas.

## Descripción de la obra
Se puede separar la obra en tres planos principales, en el primero se observan dos cuerpos dispuestos cada uno en su ataúd, el primero es un esqueleto ataviado con atuendo religioso, rodeado por insectos que caminan sobre él, el segundo, un cuerpo de un hombre cubierto por una capa. Delante de ellos hay una cintilla con la frase que da título al cuadro “Finis Gloriae Mundi” (El fin de la gloria del mundo), en segundo plano se ve cómo surge de la parte superior una mano iluminada entre nubes que sostiene una balanza con varios objetos en ambos platillos, de entre los cuales se distinguen a primera vista en el platillo izquierdo un puerquito, una cabra y lo que pareciera ser un perro, los acompaña la frase “ni más”, mientras que del lado derecho se observa un libro, un corazón con las letras JHS y la frase “ni menos”.
Por último, en la parte del fondo se observan de izquierda a derecha, una lechuza que apenas logra escapar de la luz reflejada en la pared, hay también cráneos apilados con varios huesos esparcidos en el piso y un tercer cadáver recostado. 

## Análisis de la obra
Comenzando con el primer plano antes mencionado se observa el primer cuerpo, un obispo, lo sabemos por las ropas litúrgicas que lleva. 
El segundo cuerpo se trata de un caballero de la Orden de Calatrava envuelto en su capa. Los caballeros de esta orden probablemente estaban llenos de connotaciones positivas para el artista, como el valor y el coraje que demostraron en su origen histórico, expulsando a  los musulmanes de  tierras cristianas. Se considera que se está representando el cuerpo muerto de Miguel Mañara, el caballero de esta orden que encargó el cuadro. Mañara escribió por entonces Discurso de la verdad, dedicado a la alta imperial majestad de Dios. Se trata de un texto ascético-espiritual, donde pone de manifiesto un desprecio por la vida, realiza una valoración de la muerte y hace una descripción barroca de las postrimerías.
En el fondo se encuentra la lechuza, animal relacionado con las tinieblas además de tener huesos acompañándola en este tercer plano. En el segundo plano y compartiendo el protagonismo con los dos cuerpos se observa  una alusión al juicio de las almas que normalmente sería representado por San Miguel Arcángel sosteniendo una balanza, en este caso es la mano de Cristo, por las marcas de los clavos en ella, rodeada por nubes y un halo dorado que la ilumina, esta mano sujeta la balanza en la que los platillos contienen las leyendas “ni más”, “ni menos”, en el primer platillo, el de la izquierda sobre el cuerpo del obispo aparecen los símbolos de los pecados capitales, destaca también por su color rojo un objeto que parece un corazón podrido, en realidad es una manzana, reconocible por su tallo, los animales reconocibles a simple vista son el puerco con la gula, el pavorreal que rodea la manzana con la soberbia, el perro que gruñe puede quizá identificarse con la ira y hay un pequeño murciélago sobre la manzana que es apenas visible que se puede relacionar con la envidia pues se decía que por no ser ni pájaro ni ratón terminó envidiando a ambos seres.
En el plato derecho se pueden ver diferentes elementos relacionados con la virtud, la oración y la penitencia, “el significado queda perfectamente claro gracias a las inscripciones pintadas sobre cada platillo: Ni necesito hacer más para caer en el mortal pecado ni se debe hacer menos para salir del pecado".  esto reafirma la idea de que los humanos poseen la capacidad de nivelar la balanza según sus acciones, de ellas dependerá el juicio que se les dé al final de la vida.
Entonces se deduce que esta es una obra alegórica bajo el género de vanitas que trata sobre la fugacidad de la vida humana y de los placeres que esta conlleva, dejando al libre albedrío la salvación del alma. Los elementos que acompañan a esta obra brindan un mensaje moralizante a quien la ve y cumple con el propósito de la contrarreforma para dejar en claro que la salvación puede ser alcanzada por medio de las acciones que realicen los seres humanos.